# ناوچه سبک کلاس تارانتل
ناوچهٔ سبک کلاس تارانتل (به انگلیسی: Tarantul-class corvette) یک کلاس از کشتی به طول ۵۶٫۰ متر (۱۸۳٫۷ فوت) است.